# 곤틀릿 (비디오 게임 시리즈)
《곤틀릿》(Gauntlet)는 본래 아타리 게임스가 배급한 일련의 핵 앤드 슬래시 비디오 게임 시리즈이다. 첫 번째 게임 《곤틀릿》은 아케이드 전용으로 제작돼 큰 성공을 거뒀다.

## 게임플레이
《곤틀릿》은 역사상 초기 다인용 던전 탐험 아케이드 게임이다.

## 게임
- 《곤틀릿》 (1985)
- 《곤틀릿 II》 (1986)
- 《곤틀릿: 더 서드 인카운터》 (1990)
- 《곤틀릿 III: 더 파이널 퀘스트》 (1991)
- 《곤틀릿 IV》 (1993)
- 《곤틀릿 레전즈》 (1998)
- 《곤틀릿 다크 레거시》 (1999)
- 《곤틀릿: 세븐 소로즈》 (2005)
- 《곤틀릿》 (2014)